# Amastus rumina
Amastus rumina là một loài bướm đêm thuộc phân họ Arctiinae, họ Erebidae.